# Reo Takeshita
Reo Takeshita (født 4. oktober 1995) er en japansk fodboldspiller, som spiller for den japanske fodboldklub AC Nagano Parceiro.